# Pont d'arc

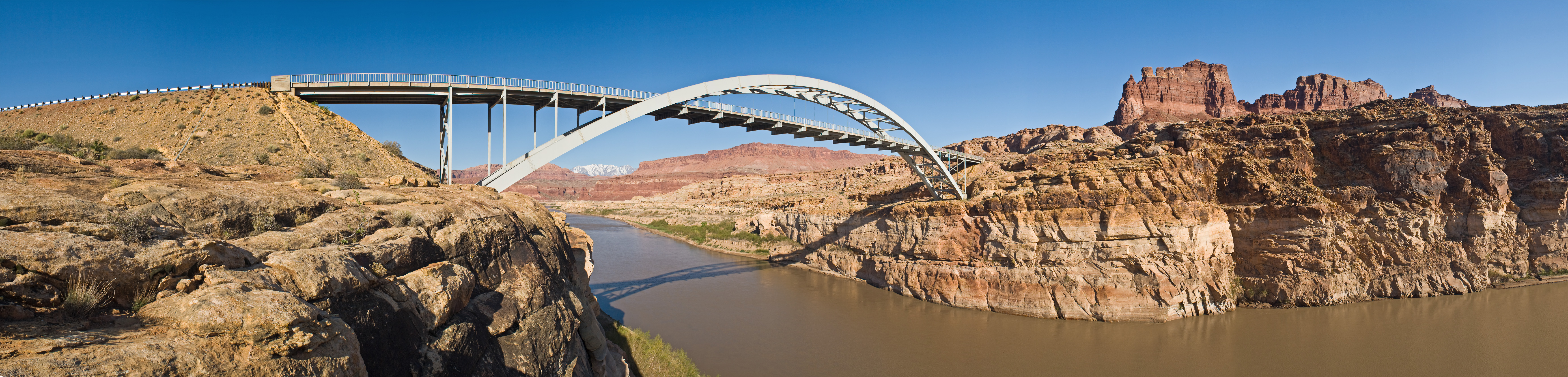
Pont en arc que travessa el riu Colorado als Estats Units.

Un pont d'arc és un pont amb suports als extrems de la llum, entre els quals es fa una estructura amb forma d'arc amb la qual es transmeten les càrregues. El tauler pot estar recolzat o penjat d'aquesta estructura principal, donant origen a diferents tipus de ponts.
Els ponts en arc treballen transferint el pes propi del pont i les sobrecàrregues d'ús cap als suports mitjançant la compressió de l'arc, on es transforma en una embranzida horitzontal i una càrrega vertical. Normalment l'esveltesa de l'arc (relació entre la fletxa màxima i la llum) és alta, fent que els esforços horitzontals siguin molt majors que els verticals. Per aquest motiu són adequats en llocs capaços de proporcionar una bona resistència a l'empenta horitzontal.
Quan la distància a salvar és gran poden estar fets amb una sèrie d'arcs, encara que ara és freqüent utilitzar altres estructures més econòmiques. Construïts des de l'edat del bronze, dels que el més antic que es conserva és el Pont de Kazarma, els antics romans ja construïen estructures amb múltiples arcs per construir ponts i aqüeductes, que els fan més lleugers i permeten major pas d'aigua per sota seu, fent-los més resistents a les riades.
Aquest tipus de ponts van ser inventats pels antics grecs, qui els van construir en pedra. Més tard els romans van usar ciment en els seus ponts d'arc. Alguns d'aquells antics ponts segueixen estant en peu. Els romans van usar solament ponts d'arc de mig punt, però es poden construir ponts més llargs i esvelts mitjançant figures el·líptiques o de catenària invertida.

## Ponts d'arc de compressió simple

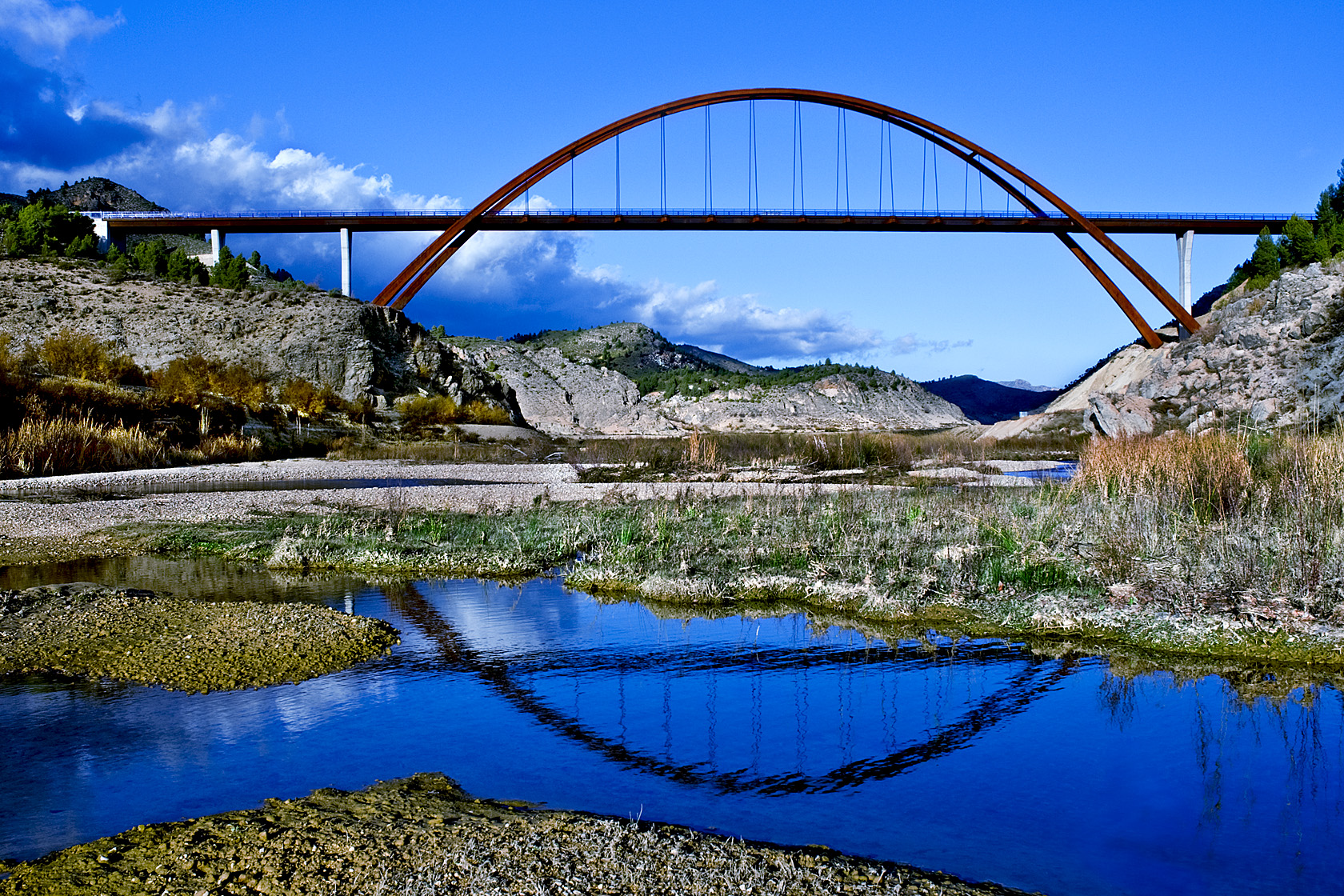
Pont de la Vicaria a Albacete, és un pont arc metàl·lic amb tauler intermedi.

### Avantatges amb l'ús de materials simples
La pedra i molts materials similars són resistents als esforços de compressió, i menys en els de tall. Però en esforços de tracció són molt febles, per això molts ponts en arc estan dissenyats per treballar constantment sota compressió. En la construcció, cada arc es construeix sobre una encofrat provisional amb forma d'arc. En els primers ponts d'arc en compressió, una pedra clau (clau) al mig de l'arc, distribueix el pes a la resta del pont. Com més pes es posa en el pont, més fort es fa l'estructura. Els ponts en arc de paleta usen una quantitat de farciment (típicament runa i grava compactats) sobre l'arc per augmentar el pes mort sobre el pont i així prevenir que hi hagi punts de l'arc que entrin en tracció, el que podria ocórrer quan les càrregues es mouen a través del pont. També s'utilitzen per a construir aquest tipus de ponts el formigó en massa (no armat) i el maó. Quan es fa servir pedra picada (pedra tallada) es tallen els angle de les cares per minimitzar els esforços tallants. Quan es fa servir maçoneria (pedres sense tallar ni preparar) es fa servir un morter entre elles i el morter s'aplica i es deixa endurir abans de retirar la cintra.

### Seqüència de construcció
- Quan els arcs es fonamenten en el fons d'un corrent d'aigua o un riu, l'aigua es desvia i s'excava la sorra fins a arribar a terra ferma. Sovint la fonamentació es fa per pilots. Des d'aquesta fonamentació, s'aixequen les piles fins a la base dels arcs.
- Després es fabriquen les cintres provisionals, normalment amb fustes i taules. Des de cada arc d'un pont multi-arc es transmetran unes càrregues sobre els seus veïns, per això, és necessari construir tots els arcs al mateix temps (i al mateix ritme), perquè les forces que es produeixin, es compensin entre arcs consecutius. Les càrregues que produeixen els arcs dels extrems del pont es transmeten al terreny pels fonaments en els talussos laterals del riu o canó, o bé amb grans falques formant rampes a les entrades en el pont, que també poden estar formades per més arcs.
- La majoria d'arcs es construeixen simultàniament a l'encofrat, quan l'estructura bàsica de cada arc està construïda, l'arc s'estabilitza amb un farcit interior de paleta entre els arcs formant unes parets als laterals del pont, que poden estar disposades en horitzontal formant també els murs laterals. Un cop formades aquestes dues parets s'emplena l'interior amb material solt i runa.
- Finalment es pavimenta la via i es construeixen les baranes.

## Aqüeductes i canals

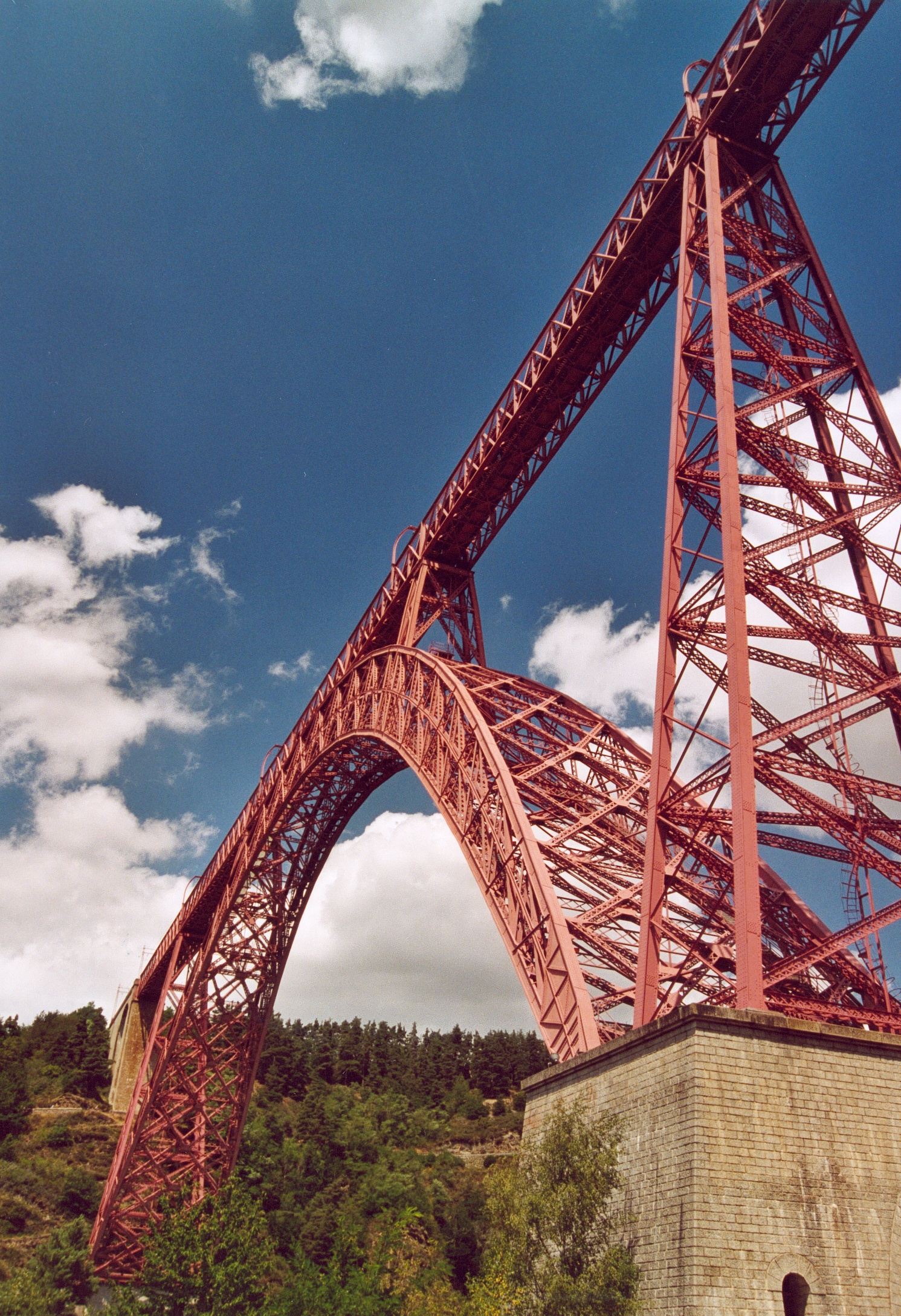
Viaducte de Garabit, França.

De vegades, en algunes zones és necessari unir dos punts distants amb un pont a gran altura, com quan és un canal o un subministrament d'aigua i s'ha de creuar una vall. En comptes de construir arcs molt grans o columnes de suport molt altes (difícil quan es fa servir pedra), es construeixen sèries d'estructures en arc, unes sobre les altres, amb estructures més amples a la base. Els enginyers civils romans van desenvolupar i refinar molt el disseny i construcció d'aquestes estructures usant solament materials, equipament i matemàtiques simples. Aquestes construccions se segueixen usant en viaductes de canals i carreteres com també té una forma agradable, particularment quan es creua una via d'aigua, i els reflexos dels arcs formen una impressió visual de ser arcs o el·lipses.

### Ús de materials moderns
Molts dels ponts en arc estan fets amb formigó armat. Aquest tipus de ponts és possible construint un encofrat (amb una estructura provisional similar als ponts de pedra) que suporti el formigó fresc i les armadures. Quan el formigó ha adquirit la suficient resistència, es procedeix al desencofrat, eliminant tota l'estructura provisional.
Molts ponts moderns, fets d'acer o formigó armat, posseeixen forma d'arc i tenen una part de l'estructura carregada en tensió, però això possibilita una reducció o eliminació de la càrrega horitzontal exercida contra els contraforts, el que permet construir en sòls més febles. Estructuralment no són veritables arcs, més aviat bigues amb forma d'arc. Vegeu ponts d'arc d'armadura per conèixer més d'aquest tipus de ponts.
Una evolució moderna dels ponts en arc és el pont d'arc en compressió de pista penjant. Aquest tipus ha estat possible per l'ús de materials lleugers que siguin forts a tracció, com l'acer, formigó armat i formigó postensat.

## Variacions
- Pont de mitja lluna
- Pont de pista penjant d'arc en compressió
- Pont d'armadura en arc (no és un veritable pont en arc)